# Enrique Iglesias (альбом)
Enrique Iglesias — дебютный испаноязычный студийный альбом испанского певца Энрике Иглесиаса, выпущен 21 ноября 1995 года на лейбле FonoMusic. В сентябре 1996 года вышла итальянская версия альбома Canta Italiano, а затем португальская. Альбом получил награду как «лучший латинский поп-альбом» на 39-й церемонии «Грэмми» в 1997 году.

## Об альбоме
Испаноязычный диск был популярен в Латинской Америке а также выпускался на итальянском и португальском языках. В Португалии альбом получил статус золотого диска через пять недель продаж. В США альбом стал золотым 11 июня 1996, а 18 ноября 1996 года альбом получил платиновый статус. Пять синглов с альбома занимали 1-ю позицию в «Billboard Hot Latin Tracks»: «Si Tú Te Vas», «Experiencia Religiosa», «Por Amarte», «No Llores Por Mí» и «Trapecista». Это лучший результат для латиноамериканского альбома тех лет. К примеру, Селена и Джон Секада выпустили только по четыре сингла, которые лидировали в этом чарте. Песня «Invéntame» была перезаписана её автором Марко Антонио Солисом в 1999 году и выпущена синглом с альбома «Trozos de Mi Alma». Лучший результат для песни — 36-е месте в «Billboard Hot Latin Tracks». Песня «Por Amarte» в качестве заставки к мексиканскому сериалу «Марисоль». Альбом был распродан тиражом более 5 млн экземпляров во всём мире.
Альбом дебютировал на 36 позиции в «Billboard Top Latin Albums»  18 ноября 1995 года, а через пять недель поднялся до «десятки лучших». Альбом сверг с первого места альбом Селены «Dreaming Of You» 25 мая 1996.

## Список композиций
01. «No Llores Por Mi» (рус. Не Плачь По Мне) —
- Длительность: 4 мин. 00 с.
- Авторы: Энрике Иглесиас / Роберто Моралес

02. «Trapecista» (рус. Трапеция) —
- Длительность: 4 мин. 28 с.
- Авторы: Рафаэль Перес—Ботия

03. «Por Amarte» (рус. Чтобы Любить Тебя) —
- Длительность: 4 мин. 03 с.
- Авторы: Роберто Моралес

04. «Si Tu Te Vas» (рус. Если Ты Уйдёшь) —
- Длительность: 4 мин. 28 с.
- Авторы: Энрике Иглесиас / Роберто Моралес

05. "Si Juras Regresar " (рус. Если Поклянёшься Вернуться) —
- Длительность: 4 мин. 21 с.
- Авторы: Рафаэль Перес Ботиха

06. «Experiencia Religiosa» (рус. Религиозный Опыт) —
- Длительность: 5 мин. 28 с.
- Авторы: Чьен Гарсия—Алонсо

07. «Falta Tanto Amor» (рус. Недостаток Такой Любви) —
- Длительность: 3 мин. 54 с.
- Авторы: Энрике Иглесиас / Роберто Моралес

08. «Inalcanzable» (рус. Недостижимо) —
- Длительность: 3 мин. 34 с.
- Авторы: Энрике Иглесиас / Роберто Моралес

09. «Muñeca Cruel» (рус. Жестокая Кукла) —
- Длительность: 4 мин. 20 с.
- Авторы: Рафаэль Перес Ботиха

10. «Invéntame» (рус. Выдумать) —
- Длительность: 3 мин. 50 с.
- Авторы: Марко Антонио Солис

## Список композиций итальянской версии альбома
01. «Piangerai Per Me» (No Llores Por Mi) —
- Длительность: 4:07

02. «Per Amarti» (Por Amarte)
- Длительность: 4:00

03. «Se Te Ne Vai» (Si Tu Te Vas)
- Длительность: 4:00

04. «Esperienza Religiosa» (Experiencia Religiosa)
- ДЛительность: 4:54

05. «Corri Vai da Lui» (Falta Tanto Amor)
- Длительность: 3:53

06. «Bambola Crudele» (Muñeca Cruel)
- Длительность: 4:13

07. «Esperienza Religiosa» (Remix)
- Длительность: 4:58

08. «Se Te Ne Vai» (Remix)
- Длительность: 4:28

## Принимавшие участие в записи
- Продюсер, аранжировшик - Рафаэль Перес Ботиха
- Вокал - Энрике Иглесиас
- Бас-гитара - Скотт Александр
- Ударная установка - Грег Биссоне
- Орган Хаммонда - Робби Бучанан, Рафаэль Перес Ботиха
- Ударные - Луис Конте
- Гитара - Джордж Доеринг, Кристиан Кольм, Михаэль Ландау, Роберто Моралес
- Клавишные - Рафаэль Перес Ботиха, Мануэль Сантистебан
- Бэк-вокал: Франсис Бенитес, Лейла Холи, Карлос Мургиа, Кенни Обрайн, Стефан Спруил

### Персонал
| - Гордон Лоун — Инженер и Звукорежиссёр - Виктор МакКой, Франк Ранелья — Ассистенты инженеров - Пол Макенна, Эрик Ратс — Инженер - Франк Ранелья — Ассистент | - Мигель де ла Вега — Инженер - Бред Ханель — Ассистент - Фернандо Мартинес — Фотограф |